# Ivan Ramljak
Ivan Ramljak (Mostar, 8 agosto 1990) è un cestista croato.

## Carriera
Con la Croazia ha disputato due edizioni dei Campionati europei (2017, 2022).

## Palmarès
- Campionato bosniaco: 3

Široki: 2009-10, 2010-11, 2011-12
- Campionato croato: 3

Cedevita Zagabria: 2013-14, 2014-15, 2017-18
- Campionato polacco: 1

Śląsk Breslavia: 2021-22
- Coppa di Croazia: 4

Cedevita Zagabria: 2014, 2015, 2018, 2019
- Coppa di Bosnia ed Erzegovina: 2

Široki: 2011, 2012
- Supercoppa di Lega Adriatica: 1

Cedevita Zagabria: 2017